# Zelda Harris
 (novembre 2021).
Zelda Harris est une actrice américaine née le 17 février 1985 à New York (New York), aux États-Unis.

## Filmographie
- 1994 : Crooklyn : Troy
- 1995 : The Piano Lesson (TV) : Maretha
- 1995 : The Baby-Sitters Club (en) : Jessi Ramsey
- 1996 : Les Aventuriers du paradis ("Second Noah") (série TV) : Bethany
- 1997 : Clover (TV) : Clover
- 1998 : He Got Game : Mary Shuttlesworth